# Jürgen Zopp
Jürgen Zopp (Tallinn, 29 de Março de 1988) é um tenista profissional estoniano.

## ITF finais

### Simples (10–2)
| Legenda                           |
| --------------------------------- |
| Grand Slam (0–0)                  |
| ATP World Tour Finals (0–0)       |
| ATP World Tour Masters 1000 (0–0) |
| ATP World Tour 500 series (0–0)   |
| ATP World Tour 250 series (0–0)   |
| ATP Challengers (1–2)             |
| ITF Futures (9–0)                 |

| Títulos por Piso |
| ---------------- |
| Duro (3–2)       |
| Saibro (6–0)     |
| Carpete (1–0)    |

| Títulos por Local |
| ----------------- |
| Outdoors (7–2)    |
| Indoors (3–0)     |

| Resultado | N.  | Date             | Torneio                                 | Piso        | Oponente        | Placar             |
| --------- | --- | ---------------- | --------------------------------------- | ----------- | --------------- | ------------------ |
| Campeão   | 1.  | 18 Agosto 2008   | Finland F1, Vierumäki, Finlândia        | Duro        | Timo Nieminen   | 6–4, 6–2           |
| Campeão   | 2.  | 9 Março 2009     | Switzerland F2, Greifensee, Suíça       | Carpete (i) | Philipp Oswald  | 6–3, 6–7(5–7), 6–3 |
| Campeão   | 3.  | 13 Julho 2009    | Estonia F1, Tallinn, Estônia            | Saibro      | Jaak Põldma     | 3–6, 6–3, 6–4      |
| Campeão   | 4.  | 12 Abril 2010    | Turkey F7, Adana, Turquia               | Saibro      | Augustin Gensse | 6–2, 4–6, 6–4      |
| Campeão   | 5.  | 19 Abril 2010    | Turkey F8, Tarsus, Turquia              | Saibro      | Alexandre Folie | 6–3, 6–1           |
| Campeão   | 6.  | 3 Maio 2010      | Czech Republic F1, Teplice, Rep. Tcheca | Saibro      | Alexander Flock | 4–6, 6–2, 7–5      |
| Campeão   | 7.  | 19 Julho 2010    | Estonia F2, Tallinn, Estônia            | Saibro      | Timo Nieminen   | 6–3, 3–6, 6–3      |
| Campeão   | 8.  | 25 Outubro 2010  | Great Britain F17, Cardiff, Reino Unido | Duro (i)    | Daniel Evans    | 6–4, 7–5           |
| Campeão   | 9.  | 18 Julho 2011    | Estonia F1, Tallinn, Estônia            | Saibro      | Hans Podlipnik  | 6–3, 6–3           |
| Vice      | 1.  | 12 Setembro 2011 | Ningbo, China                           | Duro        | Lu Yen-hsun     | 2–6, 6–3, 1–6      |
| Vice      | 2.  | 19 Setembro 2011 | Tashkent ChallengerTashkent, Uzbquistão | Duro        | Denis Istomin   | 4–6, 3–6           |
| Campeão   | 10. | 30 Janeiro 2012  | Kazan, Rússia                           | Duro (i)    | Marius Copil    | 7–6(7–4), 7–6(7–4) |